# 电力线宽带
电力线宽带（英語：Broadband over power lines，简称BPL），是一种允许在公共电力线上进行高速率数据传输的电力线通信（PLC）技术。和其他电力线通信技术相比，BPL使用更高的频率、更广的带宽以及不同的技术，可在长距离电力线上提供高速率的数据传输。